# Synagoga chasydów z Kojdanowa w Mińsku
Synagoga Kojdanow-Sztibl w Mińsku – chasydzka synagoga działająca w Mińsku na przełomie XIX i XX wieku.
Mieściła się przy ulicy Aleksandrowskiej (obecnie M. Bohdanowicza). Została założona przez mieszkających na Białorusi chasydów z Kojdanowa. Była niezwykle popularna ze względu na muzyczną oprawę nabożeństw, przede wszystkim słynne śpiewy Jankiela Telechanera.
Obecnie nie istnieje.